# Palmkool
Palmkool (Brassica oleracea var. palmifolia; Italiaans: cavolo nero) is een tweejarig, winterhard, eeuwenoud bladgewas dat op alle grondsoorten geteeld kan worden en een typische wintergroente is. Hij wordt palmkool genoemd omdat de smalle kroezende bladeren als bij een palmboom van de stengel afgroeien. Deze gelijkenis wordt nog sterker als het blad van onder naar boven geoogst wordt. De plant kan tot drie meter hoog worden. De zaaitijd is vanaf maart en van de herfst tot in februari kan geoogst worden.
Het gewas is afkomstig uit Toscane in het Middellandse Zeegebied en wordt vooral in Italië veel gegeten, onder meer als ingrediënt van de minestrone en ribollita. De Italiaanse naam is cavolo nero (zwarte kool), vanwege het zeer donker gekleurde blad. De donkergroene tot zwartgroene, gebobbelde bladeren zijn 60 tot 80 cm lang en 8 tot 10 cm breed.
Palmkool bloeit in het tweede jaar van mei tot in augustus met lichtgele bloemen. De zaden zijn van juli tot september oogstrijp. In de noordelijke streken van Europa komt de plant echter meestal niet tot bloei.
De plant behoort tot de 'vergeten groenten', want hij werd in de 19e eeuw reeds in Nederland geteeld maar raakte in de vergetelheid, ten gevolge van de algemene voorkeur voor de boerenkool. Als groente is de plant herontdekt, waarschijnlijk dankzij een aantal sterrenkoks, die hem in hun recepten verwerkten.
... · 
B. campestris (Raapstelen) · 
B. carinata (Ethiopische mosterd, Abessijnse mosterd of Abessijnse kool) · 
B. juncea (Sareptamosterd) · 
B. napobrassica (Koolraap) · 

B. napus (Koolzaad) · 
B. napus subsp. napus (Duizendkoppige kool) · 

B. nigra (Zwarte mosterd) · 

B. oleracea (Kool) · 
B. oleracea var. acephala (Sierkool) · 
B. oleracea convar. acephala alef. var. gongylodes (Koolrabi) · 
B. oleracea convar. acephala var. laciniata (Boerenkool) · 
B. oleracea convar. acephala var. medullosa (Duizendkoppige kool) · 
B. oleracea var. alboglabra (Kailan of Chinese broccoli) · 
B. oleracea var. medullosa (Mergkool) · 
B. oleracea var. botrytis (Bloemkool) · 
B. oleracea convar. botrytis var. botrytis (Romanesco) · 
B. oleracea convar. botrytis var. cymosa (Broccoli) · 
B. oleracea var. capitata (Sluitkool) · 
B. oleracea convar. capitata var. alba (Wittekool) · 
B. oleracea convar. capitata var. rubra (Rodekool) · 
B. oleracea convar. capitata var. sabauda (Savooiekool) · 
B. oleracea var. costata (Tronchuda-kool) ·  
B. oleracea convar. oleracea var. gemmifera (Spruitkool) · 
B. oleracea var. oleracea (Wilde kool) · 
B. oleracea var. palmifolia (Palmkool) ·
B. oleracea var. viridis (Galicische kool) ·  

B. rapa (Raapzaad, Knolraap) · 
B. rapa var. chinensis (Paksoi) · 
B. rapa var. pekinensis (Chinese kool) · 
B. rapa var. rapa (Stoppelknol) · 
...